# Unión Zacatecas
Unión Zacatecas fue un equipo que participó en la Liga Nacional de Baloncesto Profesional con sede en Zacatecas, Zacatecas, México; y Fresnillo, Zacatecas, México.

## Historia
El actual club Unión Zacatecas nace en el año 2007 con la fusión entre los equipos Barreteros de Zacatecas y Gambusinos de Fresnillo.